# چاه‌پله

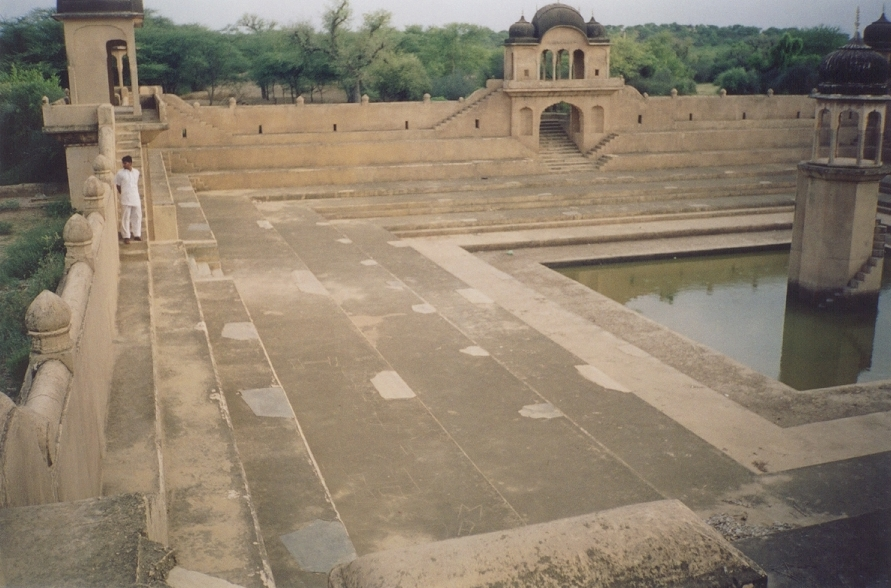
View of a stepwell at Fatehpur, Shekhawati.

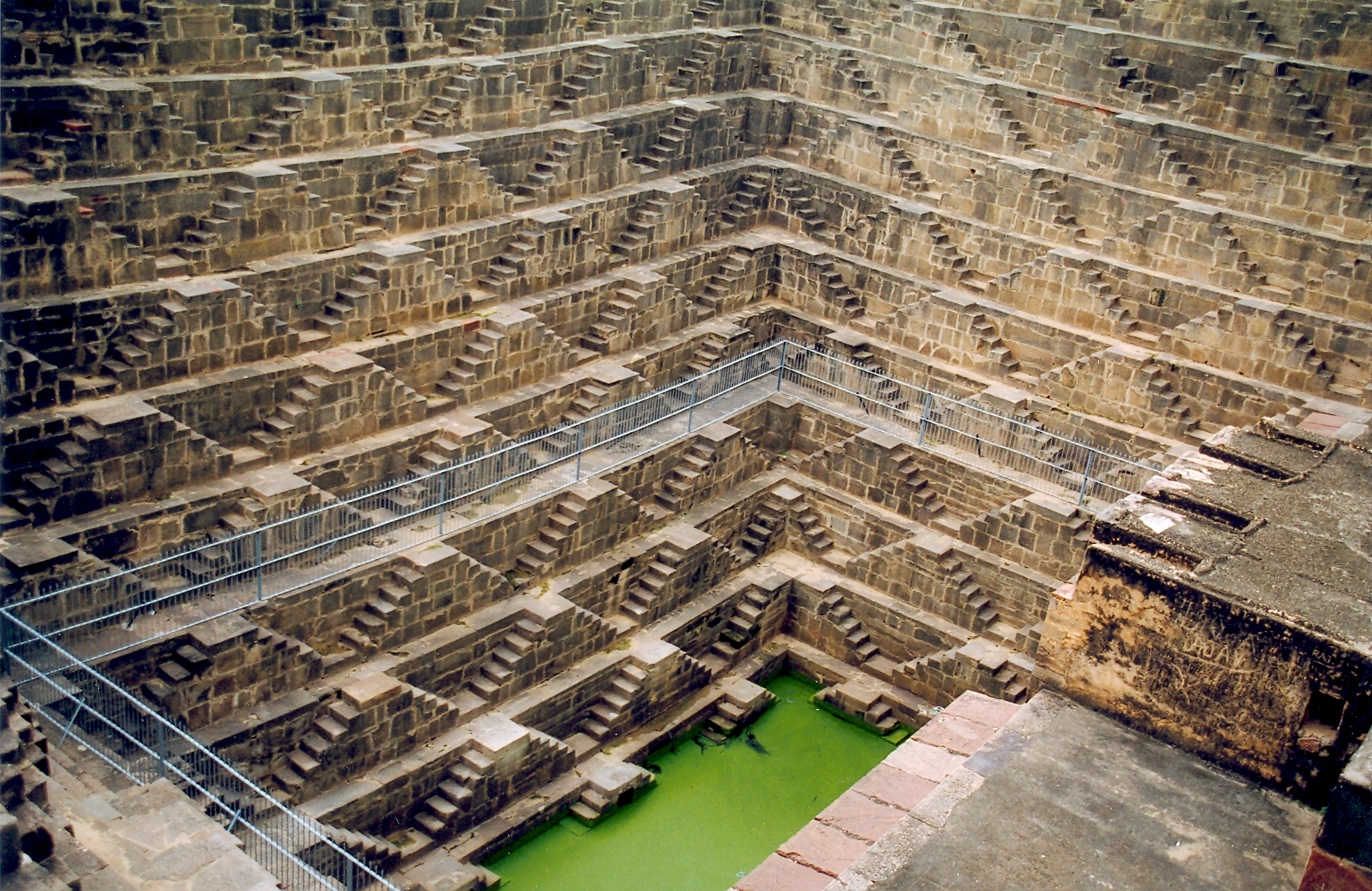
چاند بوری, در روستای آبهانری نزدیک بندیکوری, راجستان. چاه‌پله‌ای که در فیلم معما استفاده شد.

چاه‌پله ها (هندی: बावली) چاه ها یا برکه‌هایی هستند که به وسیلهٔ یک سری از پله‌ها می‌توان به آب آن‌ها دست یافت و در واقع نوعی آب انبار اند. چاه پله ها بیشتر در غرب کشور هندوستان و نیز در پاکستان یافت می شوند.